# マゴメド・イブラギモフ
マゴメド・イブラギモフ (Magomed Ibragimov、1983年8月18日-)は、ロシア・ダゲスタン共和国マハチカラ出身のウズベキスタンのレスリング選手。2004年アテネオリンピックレスリングフリースタイル 96kg級で銀メダルを獲得した。

## 実績
- オリンピック
  - 2004年アテネオリンピック 銀メダル
- 世界選手権
  - 優勝 2003年
- アジア大会
  - 3位 2002年
- アジア選手権
  - 優勝 2004年
  - 2位 2003年